# The Game Tour
The Game Tour foi uma turnê mundial da banda britânica de rock Queen, em divulgação dos álbuns The Game e Flash Gordon. Foi a primeira turnê da banda a abranger países da América do Sul. Nesta época, a banda se apresentou no Brasil, Argentina e outros países.

## Lista de Musicas

### Canadá/Estados Unidos
1. Abertura
2. "Jailhouse Rock"
3. "We Will Rock You" (versão acelerada)
4. "Let Me Entertain You"
5. "Play The Game"
6. "Mustapha"
7. "Death On Two Legs"
8. "Killer Queen"
9. "I'm In Love With My Car"
10. "Get Down, Make Love"
11. "Save Me"
12. "Now I'm Here"
13. "Dragon Attack"
14. "Now I'm Here" (reprise)
15. "Fat Bottomed Girls"
16. "Love Of My Life'
17. "Keep Yourself Alive"
18. Instrumental Inferno
19. "Brighton Rock" (reprise)
20. "Crazy Little Thing Called Love"
21. "Bohemian Rhapsody"
22. "Tie Your Mother Down"
23. "Another One Bites The Dust"
24. "Sheer Heart Attack"
25. "We Will Rock You"
26. "We Are The Champions"
27. "God Save The Queen"

(Another One Bites The Dust foi adicionada em agosto no meio do set após Save Me, e no final do mês, movido para o primeiro BIS)

#### Músicas ocasionalmente tocadas
1. "You're My Best Friend"
2. "Need Your Loving Tonight"
3. "Somebody To Love"
4. "'39" (intro)

### Europa
1. Abertura
2. "Jailhouse Rock"
3. "We Will Rock You" (versão acelerada)
4. "Let Me Entertain You"
5. "Play The Game"
6. "Mustapha"
7. "Death On Two Legs"
8. "Killer Queen"
9. "I'm In Love With My Car"
10. "Get Down, Make Love"
11. "Save Me"
12. "Now I'm Here"
13. "Dragon Attack"
14. "Now I'm Here (reprise)
15. "Fat Bottomed Girls"
16. "Love Of My Life"
17. "Keep Yourself Alive"
18. Instrumental Inferno
19. "Flash Gordon" (tema)
20. "The Hero"
21. "Brighton Rock (reprise)
22. "Crazy Little Thing Called Love'
23. "Bohemian Rhapsody"
24. "Tie Your Mother Down"
25. "Another One Bites The Dust"
26. "Sheer Heart Attack"
27. "We Will Rock You"
28. "We Are The Champions"
29. "God Save The Queen"

(Em algumas noites, eles tocavam "We Will Rock You" 'versão acelerada' como a primeira música e pulavam Jailhouse Rock do set).

#### Músicas ocasionalmente tocadas
1. "Battle" (tema)
2. "Need Your Loving Tonight"
3. "Imagine" (tocada nos dias 9, 14, (supostamente) 16 e por último 18 de dezembro de 1980, em homenagem a John Lennon)

### Japão
1. Abertura
2. "Jailhouse Rock"
3. "We Will Rock You" (versão acelerada)
4. "Let Me Entertain You"
5. "Play The Game"
6. "Mustapha"
7. "Death On Two Legs"
8. "Killer Queen"
9. "I'm In Love With My Car"
10. "Get Down, Make Love"
11. "Save Me"
12. "Now I'm Here"
13. "Dragon Attack"
14. "Now I'm Here" (reprise)
15. "Fat Bottomed Girls"
16. "Love Of My Life"
17. "Keep Yourself Alive"
18. Instrumental Inferno
19. "Battle" (tema)
20. "Flash Gordon" (tema)
21. "The Hero" (tema)
22. "Crazy Little Thing Called Love"
23. "Bohemian Rhapsody"
24. "Tie Your Mother Down"
25. "Another One Bites The Dust"
26. "Sheer Heart Attack"
27. "We Will Rock You"
28. "We Are The Champions"
29. "God Save The Queen"

(Nas últimas duas noites, eles tocavam "We Will Rock You" '"versão acelerada como a primeira música e pulavam Jailhouse Rock do set).

#### Músicas ocasionalmente tocadas
1. "Need Your Loving Tonight"
2. "Vultan" (tema)
3. "Rock It (Prime Jive)"
4. "Teo Torriatte (Let Us Cling Together)"
5. "The Millionaire Waltz"

### América do Sul
1. "We Will Rock You" (versão acelerada)
2. "Let Me Entertain You"
3. "Play The Game"
4. "Somebody To Love"
5. "I'm In Love With My Car"
6. "Get Down, Make Love"
7. "Need Your Loving Tonight"
8. "Save Me"
9. "Now I'm Here"
10. "Dragon Attack"
11. "Now I'm Here" (reprise)
12. "Fat Bottomed Girls"
13. "Love Of My Life"
14. "Keep Yourself Alive"
15. Instrumental Inferno
16. "Flash Gordon" (tema)
17. "The Hero"
18. "Crazy Little Thing Called Love"
19. "Bohemian Rhapsody"
20. "Tie Your Mother Down"
21. "Another One Bites The Dust"
22. "Sheer Heart Attack"
23. "We Will Rock You"
24. "We Are The Champions"
25. "God Save The Queen"

(Somebody To Love foi adicionada a partir do segundo show em Buenos Aires após estar fora do set por quase 1 ano)

#### Músicas ocasionalmente tocadas
1. "Jailhouse Rock" (último show em Buenos Aires)
2. "Mustapha"
3. "Death On Two Legs"
4. "Killer Queen"
5. "Rock It (Prime Jive)"

## Datas
| Data                    | Cidade           | País               | Local                                |
| ----------------------- | ---------------- | ------------------ | ------------------------------------ |
| América do Norte        |                  |                    |                                      |
| 30 de junho de 1980     | Vancouver        | Canadá             | Vancouver Pacific Coliseum           |
| 1 de julho de 1980      | Seattle          | Estados Unidos     | Seattle Center Coliseum              |
| 2 de julho de 1980      | Portland         | Estados Unidos     | Veterans Memorial Coliseum           |
| 5 de julho de 1980      | San Diego        | Estados Unidos     | Sports Arena                         |
| 6 de julho de 1980      | Chandler         | Estados Unidos     | Compton Terrace                      |
| 8 de julho de 1980      | Inglewood        | Estados Unidos     | Inglewood Forum                      |
| 9 de julho de 1980      | Inglewood        | Estados Unidos     | Inglewood Forum                      |
| 11 de julho de 1980     | Inglewood        | Estados Unidos     | Inglewood Forum                      |
| 12 de julho de 1980     | Inglewood        | Estados Unidos     | Inglewood Forum                      |
| 13 de julho de 1980     | Oakland          | Estados Unidos     | Oakland Coliseum Arena               |
| 14 de julho de 1980     | Oakland          | Estados Unidos     | Oakland Coliseum Arena               |
| 5 de agosto de 1980     | Memphis          | Estados Unidos     | Mid-South Coliseum                   |
| 6 de agosto de 1980     | Baton Rouge      | Estados Unidos     | Riverside Centroplex                 |
| 8 de agosto de 1980     | Oklahoma City    | Estados Unidos     | Cox Convention Center                |
| 9 de agosto de 1980     | Dallas           | Estados Unidos     | Reunion Arena                        |
| 10 de agosto de 1980    | Houston          | Estados Unidos     | Summit Arena                         |
| 12 de agosto de 1980    | Atlanta          | Estados Unidos     | Omni Coliseum                        |
| 13 de agosto de 1980    | Charlotte        | Estados Unidos     | Bojangles' Coliseum                  |
| 14 de agosto de 1980    | Greensboro       | Estados Unidos     | Greensboro Coliseum                  |
| 16 de agosto de 1980    | Charleston       | Estados Unidos     | Charleston Civic Center              |
| 18 de agosto de 1980    | Indianápolis     | Estados Unidos     | Market Square Arena                  |
| 20 de agosto de 1980    | Hartford         | Estados Unidos     | Hartford Civic Center                |
| 22 de agosto de 1980    | Filadélfia       | Estados Unidos     | The Spectrum                         |
| 23 de agosto de 1980    | Baltimore        | Estados Unidos     | Baltimore Civic Center               |
| 24 de agosto de 1980    | Pittsburgh       | Estados Unidos     | Pittsburgh Civic Arena               |
| 26 de agosto de 1980    | Providence       | Estados Unidos     | Providence Civic Center              |
| 27 de agosto de 1980    | Portland         | Estados Unidos     | Cumberland County Center             |
| 29 de agosto de 1980    | Montreal         | Canadá             | Montreal Forum                       |
| 30 de agosto de 1980    | Toronto          | Canadá             | Canadian National Exhibition Stadium |
| 10 de setembro de 1980  | Milwaukee        | Estados Unidos     | MECCA Arena                          |
| 12 de setembro de 1980  | Kansas City      | Estados Unidos     | Kemper Arena                         |
| 13 de setembro de 1980  | Omaha            | Estados Unidos     | Omaha Civic Auditorium               |
| 14 de setembro de 1980  | Saint Paul       | Estados Unidos     | Saint Paul Civic Center              |
| 16 de setembro de 1980  | Ames             | Estados Unidos     | Hilton Coliseum                      |
| 17 de setembro de 1980  | St. Louis        | Estados Unidos     | Checkerdome                          |
| 19 de setembro de 1980  | Rosemont         | Estados Unidos     | Rosemont Horizon                     |
| 20 de setembro de 1980  | Detroit          | Estados Unidos     | Joe Louis Arena                      |
| 21 de setembro de 1980  | Richfield        | Estados Unidos     | Richfield Coliseum                   |
| 23 de setembro de 1980  | Glens Falls      | Estados Unidos     | Glens Falls Civic Center             |
| 24 de setembro de 1980  | Syracuse         | Estados Unidos     | Onondaga Memorial Arena              |
| 26 de setembro de 1980  | Boston           | Estados Unidos     | Boston Garden                        |
| 28 de setembro de 1980  | Nova Iorque      | Estados Unidos     | Madison Square Garden                |
| 29 de setembro de 1980  | Nova Iorque      | Estados Unidos     | Madison Square Garden                |
| 30 de setembro de 1980  | Nova Iorque      | Estados Unidos     | Madison Square Garden                |
| Europa                  |                  |                    |                                      |
| 23 de novembro de 1980  | Zurique          | Suíça              | Hallenstadion                        |
| 25 de novembro de 1980  | Paris            | França             | Bourget Arena                        |
| 26 de novembro de 1980  | Colônia          | Alemanha Ocidental | Sporthalle                           |
| 27 de novembro de 1980  | Leida            | Países Baixos      | Groenoordhallen                      |
| 28 de novembro de 1980  | Essen            | Alemanha Ocidental | Grugahalle                           |
| 30 de novembro de 1980  | Berlim Ocidental | Alemanha Ocidental | Deutschlandhalle                     |
| 1 de dezembro de 1980   | Bremen           | Alemanha Ocidental | Stadthalle Bremen                    |
| 5 de dezembro de 1980   | Birmingham       | Reino Unido        | Birmingham International Arena       |
| 6 de dezembro de 1980   | Birmingham       | Reino Unido        | Birmingham International Arena       |
| 8 de dezembro de 1980   | Londres          | Reino Unido        | Wembley Arena                        |
| 9 de dezembro de 1980   | Londres          | Reino Unido        | Wembley Arena                        |
| 10 de dezembro de 1980  | Londres          | Reino Unido        | Wembley Arena                        |
| 12 de dezembro de 1980  | Bruxelas         | Bélgica            | Forest National                      |
| 13 de dezembro de 1980  | Bruxelas         | Bélgica            | Forest National                      |
| 14 de dezembro de 1980  | Frankfurt        | Alemanha Ocidental | Festhalle                            |
| 16 de dezembro de 1980  | Estrasburgo      | França             | Rhénus Arena                         |
| 18 de dezembro de 1980  | Munique          | Alemanha Ocidental | Olympiahalle                         |
| Ásia                    |                  |                    |                                      |
| 12 de fevereiro de 1981 | Tóquio           | Japão              | Nippon Budokan                       |
| 13 de fevereiro de 1981 | Tóquio           | Japão              | Nippon Budokan                       |
| 16 de fevereiro de 1981 | Tóquio           | Japão              | Nippon Budokan                       |
| 17 de fevereiro de 1981 | Tóquio           | Japão              | Nippon Budokan                       |
| 18 de fevereiro de 1981 | Tóquio           | Japão              | Nippon Budokan                       |
| América Latina          |                  |                    |                                      |
| 28 de fevereiro de 1981 | Buenos Aires     | Argentina          | Estádio José Amalfitani              |
| 1 de março de 1981      | Buenos Aires     | Argentina          | Estádio José Amalfitani              |
| 4 de março de 1981      | Mar del Plata    | Argentina          | Estadio José María Minella           |
| 6 de março de 1981      | Rosário          | Argentina          | Estádio Gigante de Arroyito          |
| 8 de março de 1981      | Buenos Aires     | Argentina          | Estádio José Amalfitani              |
| 20 de março de 1981     | São Paulo        | Brasil             | Estádio do Morumbi                   |
| 21 de março de 1981     | São Paulo        | Brasil             | Estádio do Morumbi                   |
| 25 de setembro de 1981  | Caracas          | Venezuela          | Poliedro de Caracas                  |
| 26 de setembro de 1981  | Caracas          | Venezuela          | Poliedro de Caracas                  |
| 27 de setembro de 1981  | Caracas          | Venezuela          | Poliedro de Caracas                  |
| 9 de outubro de 1981    | Monterrei        | México             | Estádio Universitário de Monterrei   |
| 17 de outubro de 1981   | Puebla           | México             | Estádio Ignacio Zaragoza             |
| 18 de outubro de 1981   | Puebla           | México             | Estádio Ignacio Zaragoza             |
| América do Norte 2      |                  |                    |                                      |
| 24 de novembro de 1981  | Montreal         | Canadá             | Montreal Forum                       |
| 25 de novembro de 1981  | Montreal         | Canadá             | Montreal Forum                       |

### Datas canceladas
| Data                   | Cidade         | País           | Local                              | Modificação                                |
| [ 3 ]                  | [ 3 ]          | [ 3 ]          | [ 3 ]                              | [ 3 ]                                      |
| ---------------------- | -------------- | -------------- | ---------------------------------- | ------------------------------------------ |
| 16 de agosto de 1980   | Nova Iorque    | Estados Unidos | Battersea Park                     | Cancelado                                  |
| 17 de agosto de 1980   | Cincinnati     | Estados Unidos | Riverfront Coliseum                | Cancelado                                  |
| 2 de setembro de 1980  | New Haven      | Estados Unidos | Veterans Memorial Coliseum         | Cancelado                                  |
| 5 de setembro de 1980  | Lexington      | Estados Unidos | Rupp Arena                         | Cancelado                                  |
| 9 de setembro de 1980  | Madison        | Estados Unidos | Dane County Coliseum               | Cancelado                                  |
| 13 de março de 1981    | Porto Alegre   | Brasil         | Estádio Olímpico Monumental        | Cancelado                                  |
| 27 de março de 1981    | Rio de Janeiro | Brasil         | Estádio do Maracanã                | Cancelado; REMARCADO: 3 de outubro de 1981 |
| 10 de setembro de 1981 | Monterrei      | México         | Estádio Universitário de Monterrei | Cancelado; REMARCADO: 9 de outubro de 1981 |
| 15 de setembro de 1981 | Guadalajara    | México         | Estádio Jalisco                    | Cancelado                                  |
| 16 de setembro de 1981 | Guadalajara    | México         | Estádio Jalisco                    | Cancelado                                  |
| 29 de setembro de 1981 | Caracas        | Venezuela      | Poliedro de Caracas                | Cancelado                                  |
| 30 de setembro de 1981 | Caracas        | Venezuela      | Poliedro de Caracas                | Cancelado                                  |
| 3 de outubro de 1981   | Rio de Janeiro | Brasil         | Estádio do Maracanã                | Cancelado                                  |

## Créditos
- John Deacon: Baixo
- Brian May: Guitarra, Vocal de apoio.
- Freddie Mercury: Vocal, piano, guitarra ("Crazy Little Thing Called Love"), Pandeiro.
- Roger Taylor: Bateria, percussão, vocal ("I'm in Love With My Car"), backing vocals.